# Asaf Khan
Abdul Hasan Asaf Khan (en persan : عبدل حسان اصف خان) était le père d’Arjumand Bânu Begam, également appelée Mumtaz Mahal, l’épouse préférée de l'empereur moghol Shah Jahan. Asaf Khan était également le fils de Mîrzâ Ghiyâs Beg, surnommé l’Itimâd ud-Daulâ (en persan, « pilier de l'État »), et le frère aîné de Mehrunissa, plus connue sous le nom de Nûr Jahân), épouse du père de Shah Jahan, Jahangir.
Asaf Khan fut nommé gouverneur de Lahore par l’empereur Jahangir en 1625. Après la déposition de Jahangir en 1627, il s’employa à assurer l’accession de son gendre Shah Jahan en s’alliant à Dawar Bakht (autre fils de Jahangir) et en battant le prétendant rival, le prince Shahryar (gendre de Nûr Jahûn, marié à sa fille issue de son précédent mariage avec Sher Afgan) près de Lahore. Asaf Khan eut une position encore plus élevée que sous le règne précédent et la garda jusqu’en 1632, où il échoua lors du siège de Bijapur, à la suite de quoi il semble avoir perdu sa faveur.
Asaf Khan mourut le 12 juin 1641 et Shah Jahan ordonna de construire son tombeau dans le complexe funéraire de Shahdara à Lahore. Il se trouve à l’ouest du mausolée de Jahangir, face à lui. Le tombeau est entièrement en briques. Son plan est octogonal, avec un grand dôme bulbeux central à double assise. Chaque côté comporte un iwan, ou alcôve, profondément enfoncé, avec une porte et une fenêtre en cintre donnant sur le tombeau. Le marbre, et les tuiles kashi bleues typiques de Lahore couvraient autrefois le mausolée ; ils ont été enlevés depuis. L’intérieur était réputé pour son utilisation prodigue de marbre blanc et d’inclusions de pierres précieuses, qui ont été enlevés et réutilisés dans des  temples sous le règne rapace des Sikhs (1799-1849). Le plafond intérieur du dôme est décoré d’un haut relief en plâtre constitué de motifs entrelacés, mais une grande partie est tombée. Le tombeau contient le sarcophage de marbre, gravé d’inscriptions coraniques, similaires à celles du tombeau adjacent de l’empereur Jahangir.
L’historien Hargreaves dit du tombeau : « Malgré sa simplicité, il y a un sens de la quiétude reposante sur ce site (le tombeau d’Asaf Khan) qui en fait l’un des monuments les plus fascinants du voisinage de Lahore. »

## Galerie

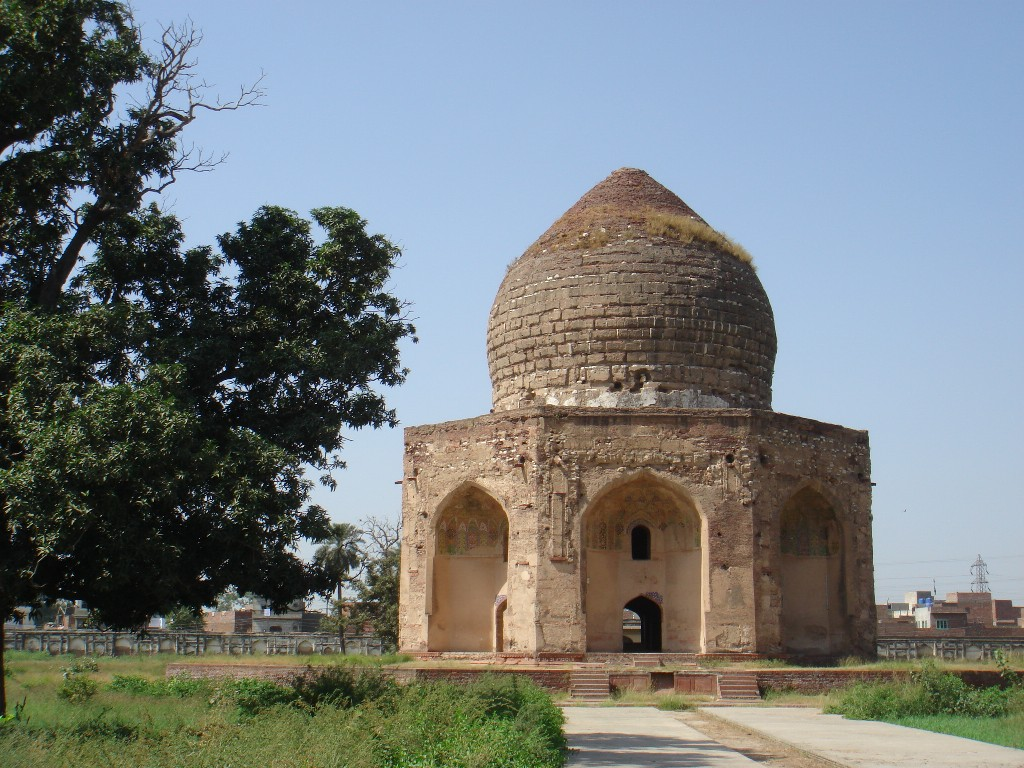
Le tombeau décrépit d’Asaf Khan dans le style timouride à Shahdara, Lahore
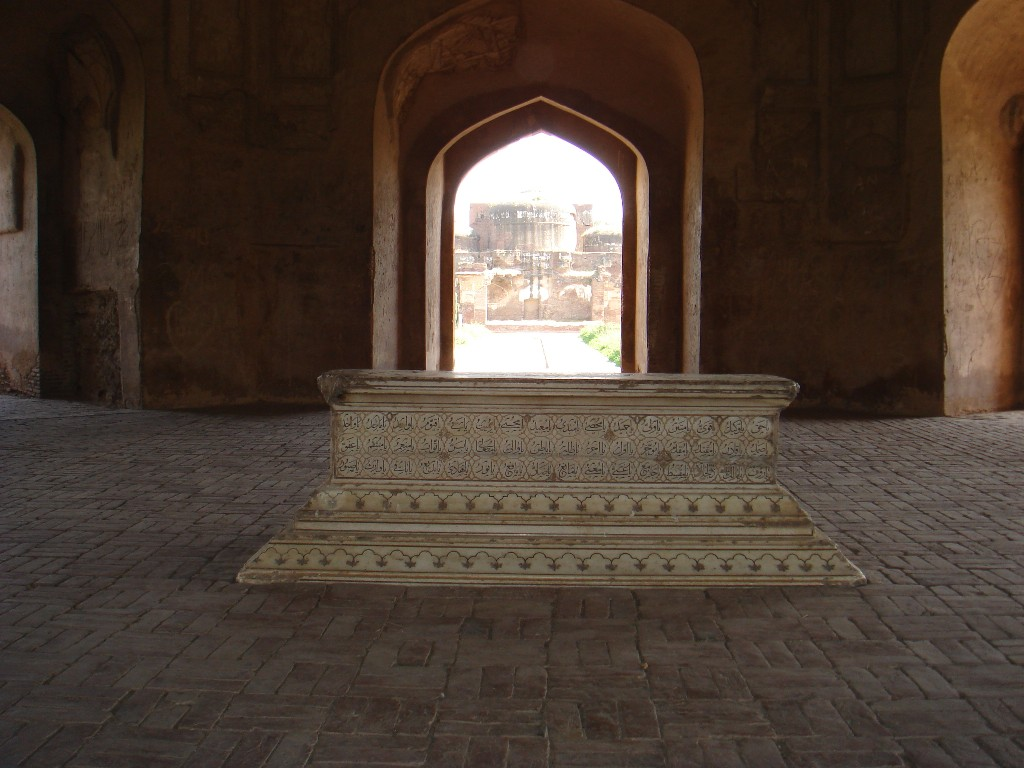
Un sarcophage joliment incrusté
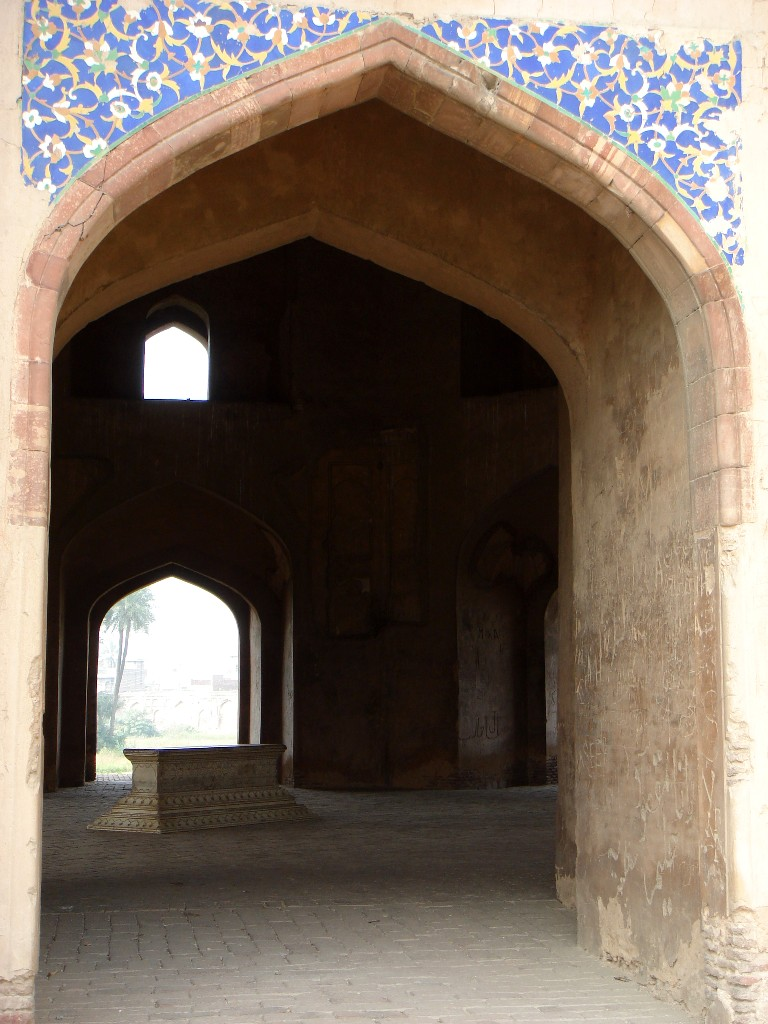
Un sarcophage bordé d’une arche de tuiles kashi en tympans.
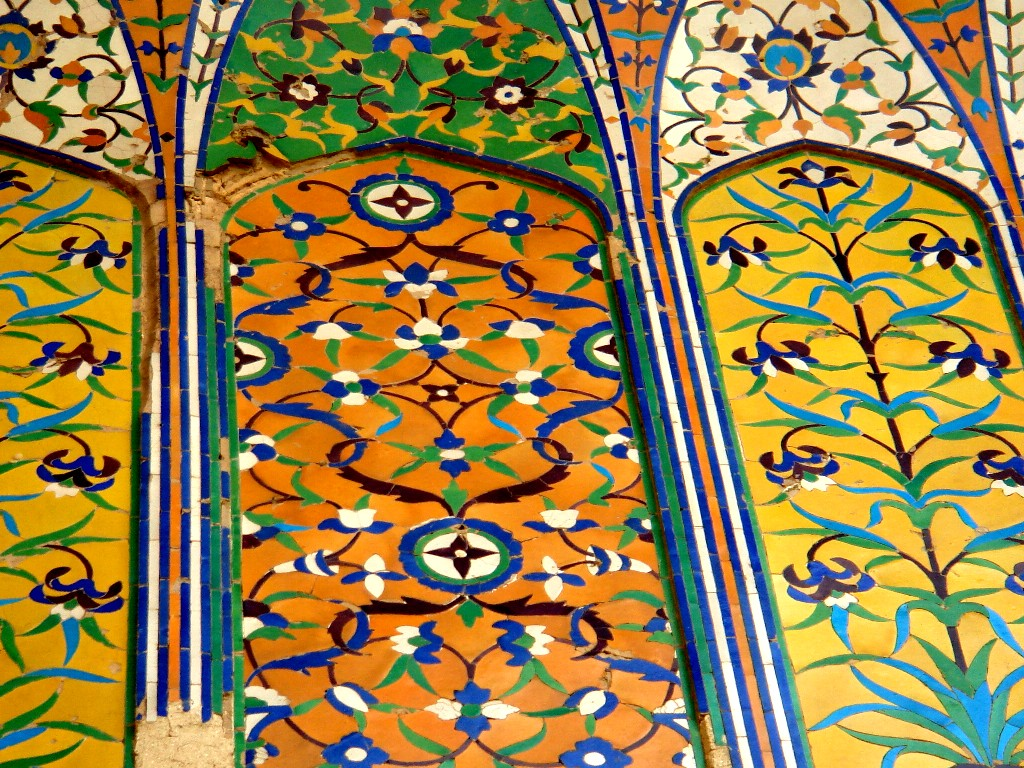
Restes de tuiles Kashi -  sur les parois extérieures du tombeau